# Creació de parells

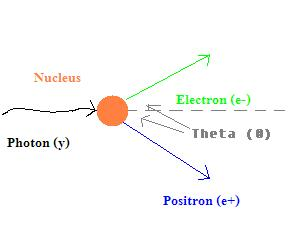
Esquema de producció de parelles

La creació de parells és la producció d'una partícula subatòmica i la seva antipartícula a partir d'un bosó neutre. Alguns exemples inclouen la creació d'un electró i un positró, un muó i un antimuó, o un protó i un antiprotó. La producció de parells sovint es refereix específicament a un fotó que crea un parell electró-positró prop d'un nucli. Com que l'energia s'ha de conservar, perquè es produeixi la producció de parells, l'energia entrant del fotó ha d'estar per sobre d'un llindar d'almenys l'energia total de la massa en repòs de les dues partícules creades. (Com que l'electró és la partícula elemental més lleugera i, per tant, més baixa/energia, requereix els fotons menys energètics de tots els processos de producció de parells possibles.) La conservació de l'energia i el moment són les principals limitacions del procés. Tots els altres nombres quàntics conservats (moment angular, càrrega elèctrica, nombre de leptons) de les partícules produïdes han de sumar zero. – així les partícules creades tindran valors oposats entre si. Per exemple, si una partícula té una càrrega elèctrica de +1, l'altra ha de tenir una càrrega elèctrica de −1, o si una partícula té una estranyesa de +1, una altra ha de tenir una estranyesa de −1.
La probabilitat de producció de parells en les interaccions fotó-matèria augmenta amb l'energia del fotó i també augmenta aproximadament com el quadrat del nombre atòmic (per tant, el nombre de protons) de l'àtom proper.

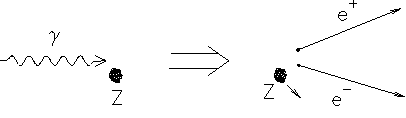
Diagrama que mostra el procés de producció del parell electró-positró. En realitat, la parella produïda és gairebé colineal. El punt negre etiquetat com 'Z' representa un àtom adjacent, amb nombre atòmic Z

## Fotó a electró i positró
Per als fotons amb alta energia fotogràfica (escala MeV i superior), la producció de parells és el mode dominant d'interacció de fotons amb la matèria. Aquestes interaccions es van observar per primera vegada a la cambra de núvols contracontrolada de Patrick Blackett, donant lloc el 1948 al Premi Nobel de Física. Si el fotó està a prop d'un nucli atòmic, l'energia d'un fotó es pot convertir en un parell electró-positró:
(Z+)γ →  e− +  e+

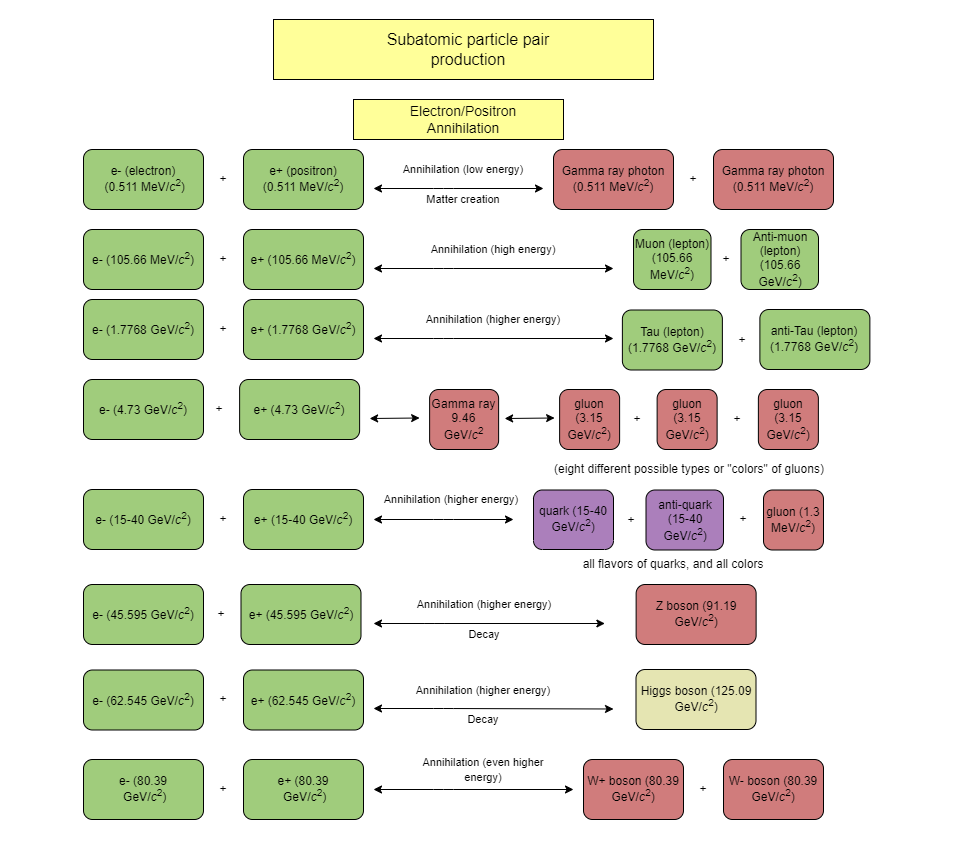
Producció de parells de partícules subatòmiques

L'energia del fotó es converteix en massa de partícules d'acord amb l'equació d'Einstein, E = m ⋅ c2 ; on E és energia, m és massa i c és la velocitat de la llum. El fotó ha de tenir una energia més gran que la suma de les energies de massa en repòs d'un electró i un positró (2 ⋅ 511 keV = 1,022 MeV, donant lloc a una longitud d'ona de fotons d'1,2132 picòmetre) perquè es produeixi la producció. (Per tant, la producció de parells no es produeix en la imatge mèdica de raigs X perquè aquests raigs X només contenen ~ 150 keV.) El fotó ha d'estar a prop d'un nucli per tal de satisfer la conservació del moment, ja que un parell electró-positró produït a l'espai lliure no pot satisfer la conservació tant de l'energia com del moment. Per això, quan es produeix la producció de parells, el nucli atòmic rep una mica de retrocés. El revers d'aquest procés és l'aniquilació electró-positró.

## Astronomia
La producció de parells s'invoca en l'explicació heurística de la hipotètica radiació de Hawking. Segons la mecànica quàntica, els parells de partícules apareixen i desapareixen constantment com una escuma quàntica. En una regió de fortes forces gravitatòries de marea, les dues partícules d'un parell de vegades es poden separar abans que tinguin l' oportunitat d'aniquilar-se mútuament. Quan això passa a la regió al voltant d'un forat negre, una partícula pot escapar mentre la seva parella antipartícula és capturada pel forat negre.
La producció de parells també és el mecanisme darrere de la hipòtesi d'explosió estel·lar de supernova d'inestabilitat de parells, on la producció de parells redueix de sobte la pressió dins d'una estrella supergegant, donant lloc a una implosió parcial i després a una crema termonuclear explosiva. S'estima que la Supernova SN 2006gy va ser una supernova del tipus de producció de parells.